# Двойная игра Бодянского

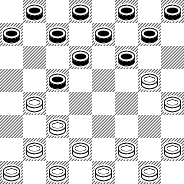
Табия дебюта

Двойная игра Бодянского — дебют в русских шашках. Название дебюта характеризует игру белых и черных на связку своего левого фланга, характерную для «игры (прямой и обратной) Бодянского». Табия дебюта возникает после ходов 1.ab4 hg5 2. gh4 gf4 3. е: g5. bc5.

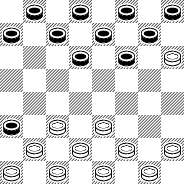
Другая табия дебюта

Возможен иной сценарий развития: 2…bc5 3. gf4 c:a3 4. f:h6.
Пример партии.
Вигман — Чечиков, Поти, 1971 г. 
1. ab4 hg5 2. gf4 bc5 3. f:h6 c:a3 4. cd4 ab6 5. hg3 ba5 6. gh4 ba7 7. fg3 cb6 8. gh2? Самоубийственная новинка. 8. … dc5! 9. gf4 Играть 9. bc3 уже поздно: 9. … ab2! 10. c:a3 cb4 11.a:c5 fe5 12. d:f6 b:f2x.
9. … f6-g5 10. h4:f6 g7:g3 11. h2:f4 f8-g7! 12. h6:b4 a5:g3 Белые сдались.